# EV C.A. Spirit
EV C.A. Spirit 株式会社（EV C.A. Spirit Corporation）は、トヨタ自動車、マツダ、デンソーの三社により設立された電気自動車に関する技術開発を行う合弁会社である。2020年6月末で業務を終了した。

## 概要
トヨタ自動車とマツダは、2015年5月に中長期的な業務提携に向け基本合意し、2017年8月には業務資本提携を結ぶことを発表した。その一環として、デンソーを加えた3社で電気自動車の基本構想に関する共同技術開発に向けた契約が2017年9月に行われ、共同開発拠点としてEV C.A. Spiritが設立された。
軽自動車から乗用車、SUV、小型トラックまでの車種群を想定し、トヨタの「TNGA」や、マツダの「一括企画」や「モデルベース開発」、デンソーの「エレクトロニクス技術」といった、各社が得意とする技術を持ち寄ることで開発手法そのものを見直すとしている。取締役は全員がトヨタの出身者だが、技術開発の責任者はマツダの役員が担当した。
2018年1月にはSUBARU、スズキ、ダイハツ、日野の4社が、同年10月にはいすゞとヤマハ発動機の2社が加わり、合計9社が参加する開発連合となった。
設立当初の計画通りに開発が完了したことから、2020年6月末までに業務を終了し、2021年3月、清算が結了した。